# Коломбо (телесеріал)

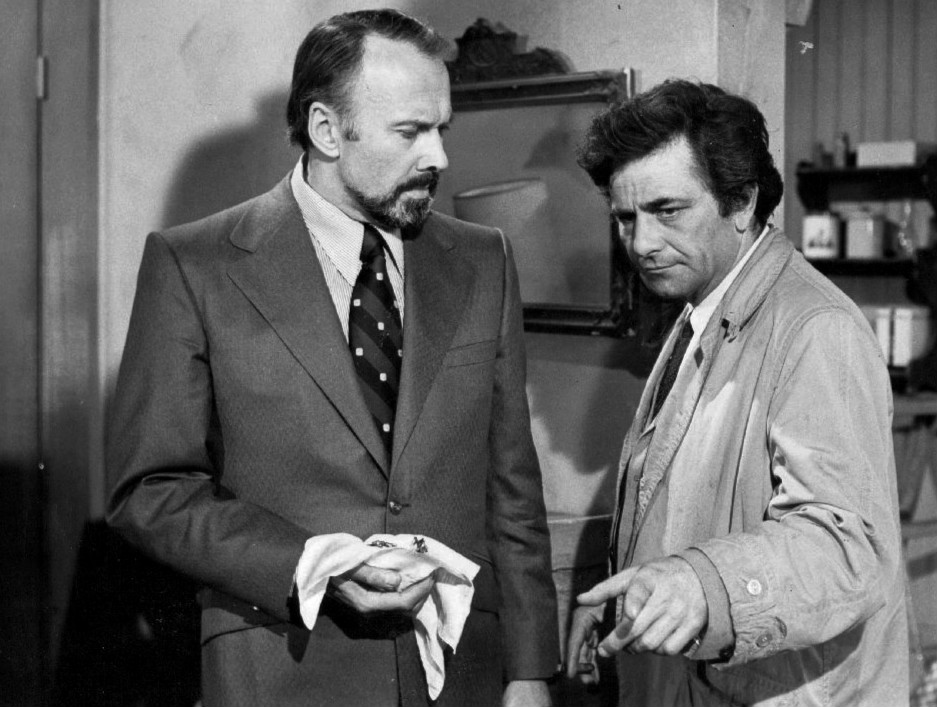
Річард Кілі і Пітер Фальк в серіалі «Коломбо», 1974

«Коло́мбо» (англ. Columbo) — американський детективний телесеріал про лейтенанта поліції Лос-Анджелеса, детектива у справах убивств.
Пілотна серія «Коломбо» вийшла в ефір 1968 року; як регулярний серіал знімався у 1971-1978 рр. (44 епізоди із 69) і, після перерви, у 1989-2003 рр. У головній ролі лейтенанта Коломбо беззмінно виступив Пітер Фальк.

## Історія створення
Спочатку Фальк відмовлявся зніматися в цьому серіалі. Він часто з'являвся на телебаченні й не хотів стати заручником образу адвоката або поліцейського з серіалу. Після довгих сперечань з продюсерами Фальк нарешті погодився брати участь в пілотному випуску під назвою «Рецепт вбивства», що вийшов на екрани в 1968 році.
Було покладено успішний початок, і почалися репетиції в перших епізодах «Коломбо» в 1970 році. «Коломбо» відрізнявся від будь-якого іншого серіалу про поліцейського-детектива тим, що його головний герой — звичайна людина, що справляє враження, що він не на своєму місці; він носить мішкуваті костюми, турбується про свою дружину і тримає собаку.
Продюсери переживали, що глядачам набридне заплутаний, але мало динамічний сюжет, і не раз намагалися ввести елементи, пов'язані з сексом або насильством. Розуміючи, що налаштовує всіх проти себе, Фальк всіляко відкидав ці рішення, наполягаючи на збереженні сценарію в початковому вигляді.
Фальк відрізнявся від інших телевізійних акторів тим, що вимагав надати йому більше часу, щоб як слід відрепетирувати сцену. Він запам'ятався доводами, які він висував сценаристам і продюсерам. «Пітер був як скалка, — згадує Вільям Лінк, — у нього було тверде переконання щодо наших сценаріїв, він не приймав ніяких змін ним же встановлених стандартів. Виснажившись сперечатися, ми дозволили йому написати власний сценарій, щоб довести, наскільки це важко».
Річард Левінсон згадує, що та зйомка замість належних дванадцяти тривала тринадцять або чотирнадцять днів: «Він умовив нас, що так для фільму буде набагато краще».
Розчарувавшись в роботі сценаристів, Фальк у 1977 році пішов із проєкту. Повернувшись в 1989 році, Фальк не став більш податливим у питаннях знімального процесу, відмовляючись працювати за гонорар менше 600 000 доларів за один епізод. «Справа не в грошах, справа — в принципі, — запевняє актор. — Я хочу, щоб вони знали, що я серйозно ставлюся до роботи і ця робота повинна бути найвищої якості».

## Список епізодів
Пілотні серії (1968—1971, 2 серії)
1.(1) 20 лютого 1968 — Prescription: Murder
2.(2) 1 березня 1971 — Ransom for a Dead Man
1-й сезон (1971—1972, 7 серій)
3.(1) 15 вересня 1971 — Murder by the Book
4.(2) 6 жовтня 1971 — Death Lends a Hand
5.(3) 27 жовтня 1971 — Dead Weight
6.(4) 17 листопада 1971 — Suitable for Framing)
7.(5) 15 грудня 1971 — Lady in Waiting
8.(6) 19 січня 1972 — Short Fuse
9.(7) 9 лютого 1972 — Blueprint for Murder
2-й сезон (1972—1973, 8 серій)
10.(1) 17 вересня 1972 — Etude in Black
11.(2) 15 жовтня 1972 — The Greenhouse Jungle
12.(3) 5 листопада 1972 — The Most Crucial Game
13.(4) 26 листопада 1972 — Dagger of the Mind
14.(5) 21 січня 1973 — Requiem for a Falling Star
15.(6) 11 лютого 1973 — A Stitch in Crime
16.(7) 4 березня 1973 — The Most Dangerous Match
17.(8) 25 березня 1973 — Double Shock
3-й сезон (1973—1974, 8 серій)
18.(1) 23 січня 1973 — Lovely But Lethal
19.(2) 7 жовтня 1973 — Any Old Port in a Storm
20.(3) 4 листопада 1973 — Candidate for Crime
21.(4) 16 грудня 1973 — Double Exposure
22.(5) 18 січня 1974 — Publish or Perish
23.(6) 10 лютого 1974 — Mind Over Mayhem
24.(7) 3 березня 1974 — Swan Song
25.(8) 5 травня 1974 — A Friend in Deed
4-й сезон (1974—1975, 6 серій)
26.(1) 15 вересня 1974 — An Exercise in Fatality
27.(2) 6 жовтня 1974 — Negative Reaction
28.(3) 27 жовтня 1974 — By Dawn's Early Light
29.(4) 9 лютого 1975 — Troubled Waters
30.(5) 2 березня 1975 — Playback
31.(6) 27 квітня 1975 — A Deadly State of Mind
5-й сезон (1975—1976, 6 серій)
32.(1) 14 вересня 1975 — Forgotten Lady
33.(2) 12 жовтня 1975 — A Case of Immunity
34.(3) 2 листопада 1975 — Identity Crisis
35.(4) 1 лютого 1976 — A Matter of Honor
36.(5) 29 лютого 1976 — Now You See Him
37.(6) 2 травня 1976 — Last Salute to the Commodore
6-й сезон (1976—1977, 3 серії)
38.(1) 10 жовтня 1976 — Fade in to Murder
39.(2) 28 листопада 1976 — Old Fashioned Murder
40.(3) 22 травня 1977 — The Bye-Bye Sky-High I.Q. Murder Case
7-й сезон (1977—1978, 5 серій)
41.(1) 21 листопада 1977 — Try and Catch Me
42.(2) 30 січня 1978 — Murder Under Glass
43.(3) 28 лютого 1978 — Make Me a Perfect Murder
44.(4) 15 квітня 1978 — How to Dial a Murder
45.(5) 13 травня 1978 — The Conspirators
8-й сезон (1989, 4 серії)
46.(1) 6 лютого 1989 — Columbo Goes to the Guillotine
47.(2) 27 лютого 1989 — Murder, Smoke & Shadows
48.(3) 3 квітня 1989 — Sex and the Married Detective
49.(4) 1 травня 1989 — Grand Deceptions
9-й сезон (1989—1990, 6 серій)
50.(1) 25 листопада 1989 — Murder, A Self-Portrait
51.(2) 20 січня 1990 — Columbo Cries Wolf
52.(3) 10 лютого 1990 — Agenda for Murder
53.(4) 31 березня 1990 — Rest in Peace, Mrs. Columbo
54.(5) 28 квітня 1990 — Uneasy Lies the Crown
55.(6) 14 травня 1990 — Murder in Malibu
10-й сезон (1990—1991, 3 серії)
56.(1) 9 грудня 1990 — Columbo Goes to College
57.(2) 20 лютого 1991 — Caution! Murder Can Be Hazardous to Your Health
58.(3) 29 квітня 1991 — Columbo and the Murder of a Rock Star
11-й сезон (1991—1992, 3 серії)
59.(1) 15 грудня 1991 — Death Hits the Jackpot
60.(2) 15 березня 1992 — No Time To Die
61.(3) 22 листопада 1992 — A Bird in the Hand
12-й сезон (1993—1994, 3 серії)
62.(1) 31 жовтня 1993 — It's All In The Game
63.(2) 10 січня 1994 — Butterfly in Shades of Grey
64.(3) 2 травня 1994 — Undercover
13-й сезон (1995—2003, 5 серій)
65.(1) 8 травня 1995 — Strange Bedfellows
66.(2) 15 травня 1997 — A Trace of Murder
67.(3) 8 жовтня 1998 — Ashes to Ashes
68.(4) 12 травня 2000 — Murder With Too Many Notes
69.(5) 30 січня 2003 — Columbo Likes the Nightlife

## Нагороди
- Золотий глобус (1973 рік):
  - Найкраща чоловіча роль на ТБ (драма) (Пітер Фальк)
  - Найкращий драматичний серіал
- Золотий глобус (1974 рік)
  - Найкраща чоловіча роль на ТБ (драма) (Пітер Фальк)
- Золотий глобус (1975 рік)
  - Найкраща чоловіча роль на ТБ (драма) (Пітер Фальк)
  - Найкращий серіал (драма)
- Золотий глобус (1976 рік)
  - Найкраща чоловіча роль на ТБ (драма) (Пітер Фальк)
  - Найкращий серіал (драма)
- Золотий глобус (1978 рік)
  - Найкраща чоловіча роль на ТБ (драма) (Пітер Фальк)
  - Найкращий серіал (драма)

## Інше

### Скульптура

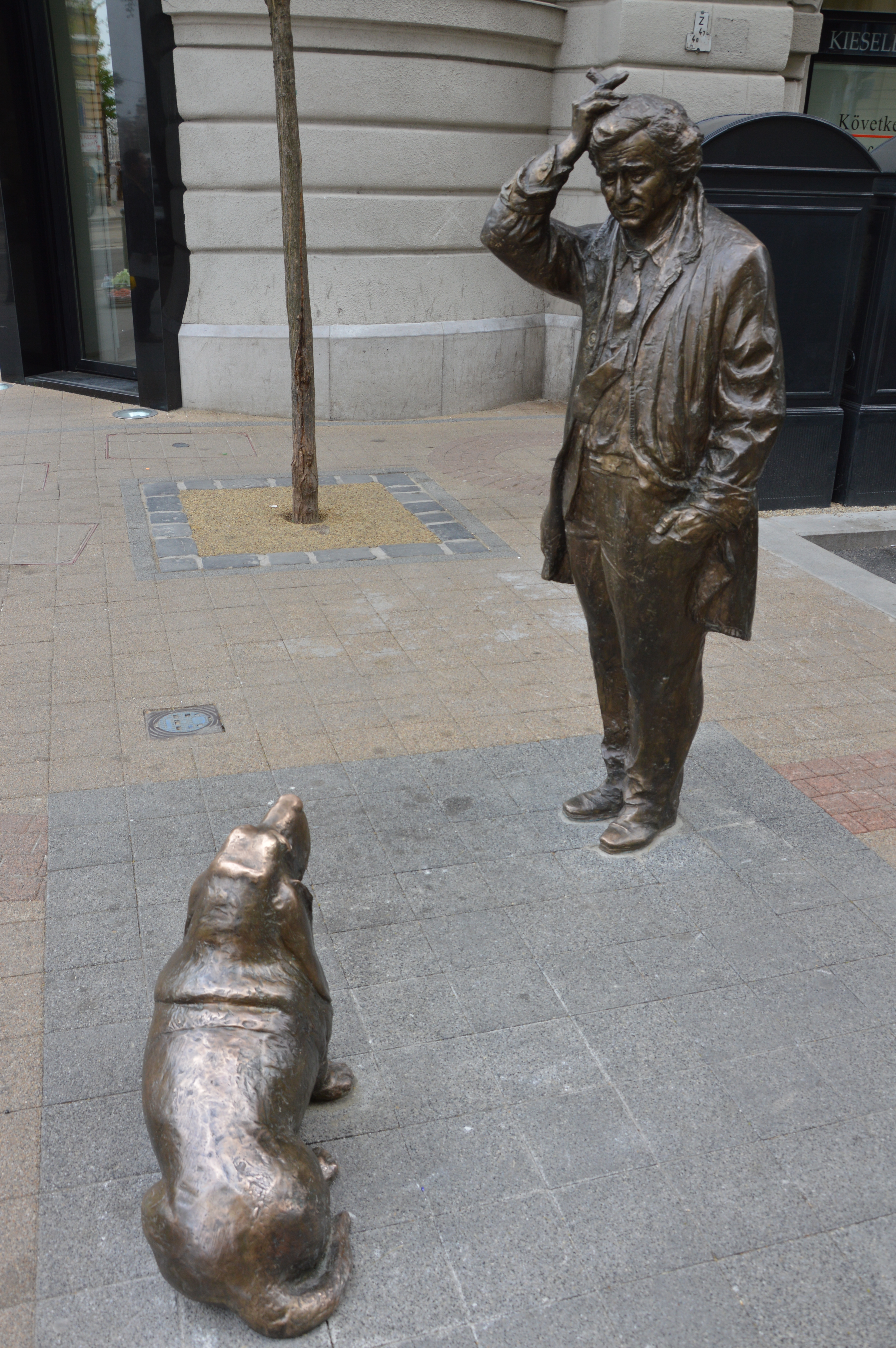
Статуя Пітера Фалька, в ролі Коломбо із собакою в Будапешт, Угорщина

Статуя лейтенанта Коломбо і його собаки була представлена в 2014 році на вулиці Мікса Фалк у Будапешті, Угорщина. За словами тодішнього мера міста Антала Рогана, Пітер Фальк, можливо, був пов'язаний з угорським письменником і політиком Міксою Фолком, хоча доказів цього зв'язку немає.

## Українське закадрове озвучення

### Багатоголосе закадрове озвучення телекомпанії «Інтер»
Ролі озвучували: Владислав Пупков, Микола Козій, Олег Лепенець, Ніна Касторф, Людмила Ардельян і Лідія Муращенко

### Багатоголосе та двоголосе закадрове озвучення студії «Так Треба Продакшн»
Ролі озвучували: Владислав Пупков, Анатолій Пашнін, Євген Пашин, Володимир Терещук, Людмила Чиншева і Олена Бліннікова